# Юодешкене, Инга
Инга Юодешкене (лит. Inga Juodeškienė; род. 21 октября 1971, Шяуляй), в девичестве Петраускайте (лит. Petrauskaitė) — литовская легкоатлетка, специалистка по бегу на длинные дистанции, кроссу и марафону. Выступала на профессиональном уровне в 1994—2008 годах, многократная победительница и призёрка первенств национального значения, действующая рекордсменка Литвы в беге на 5000 метров, участница двух летних Олимпийских игр.

## Биография
Инга Петраускайте родилась 21 октября 1971 года в городе Шяуляй Литовской ССР.
Впервые заявила о себе на международном уровне в сезоне 1994 года, когда вошла в состав литовской сборной и выступила на чемпионате Европы по кроссу в Алнике, где заняла итоговое 45-е место.
В 1995 году вновь стартовала на кроссовом чемпионате Европы в Алнике, снова став 45-й.
В 1998 году в дисциплине 3000 метров одержала победу на чемпионате Литвы в Паневежисе. Принимала участие в чемпионате мира по полумарафону в Устере, где заняла 63-е место, финишировала 15-й на Франкфуртском марафоне.
В 1999 году помимо прочего стала четвёртой на всемирном военном чемпионате по кроссу в Мэйпорте, показала четвёртый результат в марафоне на Всемирных военных играх в Загребе.
В августе 2000 года на соревнованиях в бельгийском Хёсдене установила ныне действующий национальный рекорд Литвы в беге на 5000 метров — 15:28.66. Благодаря этому успешному выступлению удостоилась права защищать честь страны на летних Олимпийских играх в Сиднее — на предварительном квалификационном этапе 5000-метровой дисциплины показала время 15:46.37, чего оказалось недостаточно для выхода в финальную стадию.
В 2001 году заняла 19-е место на Гамбургском марафоне, в беге на 5000 метров стала чемпионкой Литвы и выиграла бронзовую медаль на Играх франкофонов в Оттаве. Бежала 5000 и 10 000 метров на чемпионате мира в Эдмонтоне.
В 2002 году защитила звание национальной чемпионки на дистанции 5000 метров, заняла 22-е место в беге на 10 000 метров на чемпионате Европы в Мюнхене. На марафоне во Франкфурте пришла к финишу третьей, установив при этом свой личный рекорд — 2:31:30.
В 2003 году в третий раз подряд одержала победу на чемпионате Литвы в дисциплине 5000 метров, показала 22-й результат на Нагойском международном женском марафоне.
Благополучно прошла отбор на Олимпийские игры в Афинах — в программе марафона показала время 3:09:18, расположившись в итоговом протоколе соревнований на 63-й строке.
В 2005 году финишировала пятой на Венецианском марафоне.
В 2006 году превзошла всех соперниц на Люблянском марафоне.
Завершила спортивную карьеру по окончании сезона 2008 года.
Дочери Мигле Юодешкайте и Моника Юодешкайте также серьёзно занимались лёгкой атлетикой, добившись определённых успехов в беге на выносливость.